# 王智興
王智興（758年—836年），字匡諫，河南溫縣人。
曾祖父王靖，官左武衛將軍，父王縉，曾任太子詹事（与宰相王缙不是一人）。智興少以驍勇著稱，為徐州（今江蘇）牙兵，隸屬徐州刺史李洧。貞元年間隨李洧歸順朝廷，累遷滕、豐、沛、狄四鎮。元和年间，擊退平卢节度使李师道。因功升侍御史、御史中丞，授沂州（今山東臨沂）刺史。
長慶初年，河朔三鎮又叛，朝廷以智興為武寧軍節度副使，率領徐州（今屬江蘇）三千兵討伐，王智興至徐州，募勇悍之士二千人，號銀刀、雕旗、門槍、挾馬等七軍。七軍中又以銀刀軍的待遇最為優厚，是近侍親兵，每日三百人守衛，他們帶著兵器坐在大堂兩邊廊屋懸掛的帷幕下，“稍不如意，相顧笑議於飲食間，一夫號呼，眾卒相和。節度多懦怯，聞亂則後門逃去，如是且久。”在王智興的縱容下，銀刀軍驕橫難制，以父子相承。
王智興後與節度使崔群不合，於是流放了崔群，“至埇桥，遂掠盐铁院缗帛及汴路进奉物，商旅赀货，率十取七八”，朝廷莫可奈何，授王智兴为检校工部尚书。自此智興自領軍務，割据一方。
太和初年，橫海（今河北滄州東南）李同捷据沧、德二州叛，七月，王智兴率大军三萬人，自備五個月糧餉，进军攻克棣州，平定李同捷，赏赐优厚，進位侍中，封雁门郡王，改任许州刺史。王智兴残虐，攻討李同捷時僅自備五月糧卻耗時超過兩年，故士兵多怨懟。军中欲逐智兴而立武宁捉生兵马使石雄。太和三年（829年）石雄為智興所誣，流放白州。太和九年五月，改任汴州刺史、宣武军节度。开成元年七月，卒於任上，葬於洛阳榆林之北原。
九子：
1. 王晏平，永州司戶參軍
2. 王宰
3. 王晏皋，左威衛將軍
4. 王晏寶
5. 王晏恭
6. 王晏逸
7. 王晏深
8. 王晏斌
9. 王晏韜

此外，王智兴很喜欢王宰的儿子王晏实，收為螟蛉子。

## 延伸阅读
[在维基数据编辑]
 《舊唐書·卷156》，出自刘昫《舊唐書》
 《新唐書·卷172》，出自《新唐書》